# Cyril Viennot
Pour les articles homonymes, voir Viennot.
Cyril Viennot, né le 5 juin 1982 à Dole (Jura), est un triathlète professionnel français, champion du monde longue distance en 2015, et vainqueur sur Ironman et Ironman 70.3.

## Biographie

### Jeunesse
Cyril Viennot pratique la gymnastique pendant huit années dans son enfance et découvre le triathlon à l'âge de douze ans. 

### Carrière en triathlon
Le dolois acquiert sa première victoire internationale sur une compétition lors de l'Ironman 70.3 Pays d'Aix le 23 septembre 2012 en 4 h 1 min 0 s.
En 2014, alors qu'il commence sa saison de préparation, il subit un grave accident de vélo, après quelques mois de convalescence et de remise à niveau, il remporte en  juillet  l'Ironman Royaume-Uni. Ainsi que deux médailles de bronze dans les mois qui suivent, l'une aux championnats de France longue distance et l'autre aux championnats du monde longue distance.
Qualifié pour le championnat du monde d'Ironman à Kona en 2011 il finit 15e, il est 18e en 2012 et 12e en 2013, il se qualifie une quatrième fois pour la compétition en 2014 et finit à la 5e position. En 8 h 22 min 19 s, il signe la meilleure performance jamais réalisée par un Français à ce championnat du monde après les 6e place de François Chabaud en 2002 et de Patrick Vernay en 2008.
Le 27 juin 2015, il remporte le championnat du monde longue distance en 2015 à Motala en Suède devant le Danois Martin Jensen et le Britannique Joe Skipper. La même année, il confirme à l'Ironman de Kona où il finit à la sixième place.
En 2017, Cyril participe au championnat d'Europe d'Ironman en prenant le départ de l'Ironman Allemagne à Francfort mais n'obtient qu'une 11e place qui ne lui permet pas de se qualifier pour la finale de Kailua-Kona à Hawaï. Il choisit dès lors de s'aligner une semaine plus tard sur l'Ironman Royaume-Uni à Bolton et réussit l'exploit de remporter la compétition devant le Britannique Will Clarke et l'Estonien Kirill Kotšegarov. Il construit son succès grâce à une partie vélo puissante, qui lui permet de creuser des écarts suffisants et ne cède rien sur le marathon et remporte une victoire qualificative pour la finale hawaïenne.
En 2021, il participe en tant que guide du triathlète handisport Thibaut Rigaudeau aux Jeux paralympiques d'été de 2020 à Tokyo dans la catégorie PTVI (déficience visuelle totale ou partielle) où ils terminent à la quatrième place.

### Vie privée
Cyril Viennot est professeur de sport, il a une maîtrise STAPS avec mention éducation et motricité CAPEPS. Il est marié et a deux fils, Camille et Raphaël,,.

## Palmarès
Le tableau présente les résultats les plus significatifs (podium) obtenus sur le circuit national et international de triathlon depuis 2010,.
| Année | Compétition                           | Pays             | Position           | Temps           |
| ----- | ------------------------------------- | ---------------- | ------------------ | --------------- |
| 2023  | Challenge Fréjus                      | France           | Médaille d'argent  | 4 h 11 min 4 s  |
| 2020  | Triath'Long Royan                     | France           | Médaille d'or      | 4 h 9 min 52 s  |
| 2019  | Ironman Suisse                        | Suisse           | Médaille de bronze | 8 h 31 min 3 s  |
| 2019  | Ironman 70.3 Taiwan                   | Taïwan           | Médaille d'or      | 4 h 0 min 1 s   |
| 2018  | Ironman Copenhague                    | Danemark         | Médaille d'or      | 7 h 59 min 52 s |
| 2018  | Ironman 70.3 Pérou                    | Pérou            | Médaille d'or      | 3 h 47 min 19 s |
| 2018  | Ironman Lanzarote                     | Espagne          | Médaille de bronze | 9 h 1 min 36 s  |
| 2017  | Ironman Royaume-Uni                   | Royaume-Uni      | Médaille d'or      | 8 h 41 min 7 s  |
| 2017  | Ironman Nouvelle-Zélande              | Nouvelle-Zélande | Médaille de bronze | 8 h 25 min 43 s |
| 2017  | Ironman 70.3 Italie                   | Italie           | Médaille d'or      | 3 h 50 min 52 s |
| 2017  | Triathlon de Gérardmer XL             | France           | Médaille d'or      | 4 h 37 min 12 s |
| 2016  | Ironman 70.3 Vietnam                  | Viêt Nam         | Médaille d'or      | 3 h 54 min 9 s  |
| 2016  | Championnat du monde longue distance  | États-Unis       | Médaille d'argent  | 6 h 2 min 11 s  |
| 2016  | Ironman 70.3 Geelong                  | Australie        | Médaille d'argent  | 3 h 53 min 14 s |
| 2015  | Championnat du monde longue distance  | Suède            | Médaille d'or      | 5 h 54 min 33 s |
| 2014  | Championnat du monde longue distance  | Chine            | Médaille de bronze | 5 h 15 min 34 s |
| 2014  | Championnat de France longue distance | France           | Médaille de bronze | 4 h 11 min 24 s |
| 2014  | M Embrunm                             | France           | Médaille d'argent  | 2 h 9 min 48 s  |
| 2014  | Ironman Royaume-Uni                   | Royaume-Uni      | Médaille d'or      | 8 h 44 min 10 s |
| 2013  | Ironman Afrique du Sud                | Afrique du Sud   | Médaille d'argent  | 8 h 19 min 51 s |
| 2012  | Ironman Afrique du Sud                | Afrique du Sud   | Médaille d'argent  | 8 h 41 min 48 s |
| 2012  | Ironman 70.3 Autriche                 | Autriche         | Médaille de bronze | 3 h 56 min 18 s |
| 2012  | Ironman 70.3 Pays d'Aix               | France           | Médaille d'or      | 4 h 25 min 17 s |
| 2010  | Embrunman CD                          | France           | Médaille d'argent  | Timing          |

## Décorations
- Chevalier de l'ordre national du Mérite (2024)[17]